# سازمان تجارت جهانی
سازمان تجارت جهانی (به انگلیسی: World Trade Organization) (به شکل مخفف: WTO)، یک سازمان بین‌المللی که قوانین جهانی تجارت را تنظیم و اختلافات بین اعضا را حل و فصل می‌کند. اعضای سازمان تجارت جهانی کشورهایی هستند که موافقت‌نامه‌های (حدود ۳۰ موافقت‌نامه) این سازمان را امضا کرده‌اند. مقر سازمان تجارت جهانی در ژنو، سویس قرار دارد. تا سال ۲۰۲۳ تعداد ۱۶۶ کشور عضو این سازمان شده‌اند.

## شرایط عضویت
برای عضویت در این سازمان نیاز به ۵ موافقت نامه است:
1. داشتن تاییدیه از ۵ کشور عضو دائم شورای امنیت سازمان ملل متحد شامل آمریکا، بریتانیا، فرانسه، روسیه و چین
2. رعایت حق تکثیر (تمامی محصولات تولیدی داخل کشور باید اصلی باشد و تمامی برند های داخلی باید ثبت بین المللی باشند)
3. رعایت ثبات اقتصادی (بالا بردن نرخ محصولات باید با صلاح دید سازمان و همراه با برنامه‌ریزی باشد که مصرف کننده یا تولید کننده متضرر نشوند)
4. رعایت حق گمرک و مالیات (۳ درصد تا ۸ درصد)
5. رعایت حقوق بشر (۱: ممنوع بودن کار کردن برای افراد زیر ۱۸ سال و ۲: حقوق کارکنان ۵۸۰۰ دلار در هفته)

## سازمان جهانی تجارت دیجیتال
این سازمان که تاکنون ۵۰ کشوربه آن پیوسته اند به ابتکار کشور چین  راه اندازی شده و 
هان شیانگ هویی رئیس سازمان جهانی تجارت دیجیتال(DTO) درمراسم عضویت بانک تجارت ایران به این نهاد اظهارداشت: این سازمان یک ارگان جدید تجارت الکترونیک جهانی و جایگزین سیستم تجارت جهانی(WTO) خواهدشد و برای توسعه عادلانه تجارت بین کشورهای جهان تشکیل شده است ؛ گفتنی است بانک تجارت اولین  بانک ایرانی عضو رسمی سازمان تجارت  جهانیDTO است .

## اهداف سازمان تجارت جهانی
غاهدافی که سازمان تجارت جهانی برای خود تعریف کرده‌است بدین شرح می‌باشد:
- ارتقای سطح زندگی
- تأمین اشتغال کامل در کشورهای عضو
- توسعه تولید و تجارت و بهره‌وری بهینه از منابع جهانی
- دستیابی به توسعه پایدار با بهره‌برداری بهینه از منابع
- حفظ محیط زیست
- افزایش سهم کشورهای در حال توسعه و کمتر توسعه یافته از رشد تجارت بین‌المللی[۷]

## انتقادها
به عقیدهٔ مخالفان برنامه‌های سازمان تجارت جهانی، این سازمان، تریبونی است که از طریق آن کشورها می‌توانند خواست‌های شرکت‌های خود را به کرسی بنشانند. هیچ کشوری به اندازهٔ آمریکا در استفاده از سازمان تجارت جهانی برای گشودن بازارهای خارجی و دفاع از صنایع داخلی‌اش فعال نبوده‌است. این سازمان بدون توجه به حقوق کارگران و حفظ محیط زیست، از قدرت خود برای واداشتن کشورها (ازجمله آمریکا) به فسخ سایر موافقت نامه‌ها و لغو قوانین ملی (از همه معروف‌تر لغو قانون مربوط به حمایت از لاک‌پشت‌های دریایی در خطر انقراض) به عنوان بخشی از مسئولیت‌اش استفاده می‌کند، با این استدلال که چنین «محدودیت‌هایی» موانعی در مقابل تجارت جهانی هستند. چنین مواضعی است که سازمان تجارت جهانی را نزد طرفداران محیط زیست و فعالان حقوق کارگری نامحبوب کرده‌است.
شاپور رواسانی رئیس بنیاد میرزا کوچک‌خان جنگلی معتقد است که دولت‌های سرمایه‌داری استعماری در تلاش برای توسعه سلطه خود در زمینه تجارت و مبادله کالا سازمان تجارت جهانی را به صورت دستگاهی پدیدآوردند که به کمک آن انحصارات بزرگ و دولت‌های سرمایه‌داری استعماری می‌توانند به صورت قانونی مبادله کالا و انتقال سرمایه‌های پولی در همه کشورها را قبضه نمایند و کشورهایی که عضویت در این سازمان را می‌پذیرند از نظر اقتصادی در همه زمینه‌های تجاری، تولیدی، و مالی تحت کنترل و نظارت کامل و شامل انحصارات بزرگ و دولت‌های سرمایه‌داری استعماری قرار می‌گیرند و استقلال سیاسی آن‌ها پوسته‌ای است که مغز و محتوایی ندارد.
شرکت‌های فراملیتی و نهادهای مالی طرف‌های عمدهٔ ذی‌نفع از قوانین و سازو کارهای اجرایی هستند که نهادهای مالی جهانی را رواج می‌دهند، گرچه این سیاست‌ها را به عنوان منافع تمام شهروندان جهان عرضه می‌کنند. مقاومت در برابر پیامدهای غالباً واپس گرایانهٔ چنین سیاست‌هایی آشکارتر و سازمان یافته‌تر شده‌است.

## اصول سازمان تجارت جهانی
این سازمان اصول خاصی برای ورود دارد که «کشورهای عضو می‌بایست به این اصول پایبند باشند» و درصورت پایبند نبودن، مجازات‌هایی علیه این کشورها اعمال می‌شود. مهم‌ترین این اصول عبارت‌اند از:
1. اصل عدم تبعیض و اصل دولت کاملة الوداد (به معنی (MOST FAVORED NATION (MFN) CLAUSE): طبق این اصل، اگر کشوری امتیاز بازرگانی یا تعرفه‌ای را در مورد یکی از کشورهای عضو اعمال نماید، این امتیاز یا تعرفه می‌بایست در مورد تمام شرکای تجاری عضو سازمان تجارت جهانی تعمیم یابد. البته این اصل یک استثناء نیز دارد که به همگرایی‌های اقتصادی مانند اتحادیه‌های گمرکی بین چند کشور مربوط می‌شود. این استثناء بدین معناست که سازمان تجارت جهانی، سایر پیمان‌های تجاری (مانند اتحادیه اروپا یا نفتا) را نیز به رسمیت می‌شناسد.
2. استفاده از محدودیت‌های غیرتعرفه‌ای در تجارت همچون سهمیه‌بندی و صدور پروانه واردات ممنوع است و کشورها تنها با استفاده از وضع تعرفه‌های گمرکی مجازند از صنایع داخلی حمایت نمایند.
3. پس از حذف موانع تجاری غیرتعرفه‌ای، کشورها می‌بایست تعرفه‌های گمرکی خود را تثبیت نمایند و به‌تدریج آن را کاهش دهند. البته این اصل نیز در مورد محصولات کشاورزی در کشورهایی که با مشکلات در پرداخت‌ها مواجه هستند، استثناء قایل شده‌است.
4. برای کمک به رقابت محصولات تولیدی در کشورهای در حال توسعه، برقراری نظام تعرفه‌های ترجیحی با هدف اعطای امتیازات تجاری به بعضی از فراورده‌های این کشورها مجاز است.
5. کشورها مجاز به انجام هرگونه اقدامی که جنبه فروش زیرقیمت تمام شده (DUMPING) داشته باشد، نیستند.
6. لازم است کشورها در مورد کالاهای داخلی و وارداتی رفتار کاملاً یکسانی داشته باشند.
7. انجام مشورت در مورد سیاست‌های بازرگانی با دیگر اعضا و حل وفصل اختلافات ناشی از روابط تجاری از طریق مذاکره.

## ارکان سازمان تجارت جهانی
سازمان تجارت جهانی برای دستیابی به موافقتنامه‌های مورد تأیید اعضا و نیز نظارت بر حسن انجام آن‌ها از وجود ارکان مختلف تصمیم‌گیری، نظارتی، اجرایی و حقوقی بهره می‌برد. این ارکان عبارت‌اند از: کنفرانس وزیران، شورای عمومی، رکن حل اختلاف، رکن بررسی خط مشی تجاری و شوراها.

### کنفرانس وزیران
کنفرانس وزیران بالاترین رکن سازمان تجارت جهانی است و نمایندگان همه اعضا را دربر می‌گیرد. اختیارات کنفرانس وزیران عبارت است از: محقق ساختن کارکردهای سازمان، اتخاذ اقدام‌های لازم در این راستا و تصمیم‌گیری در زمینه توافقنامه‌های تجارت چندجانبه در صورت درخواست هریک از اعضا.
جلسات کنفرانس وزیران حداقل هر دو سال یک بار تشکیل می‌شود. کنفرانس وزیران سازمان تجارت جهانی برای اولین بار در دسامبر سال ۱۹۹۶ در سنگاپور تشکیل شد. این کنفرانس همچنین در سال‌های ۱۹۹۸ در ژنو، ۱۹۹۹ در سیاتل، واشینگتن آمریکا، ۲۰۰۱ در دوحه قطر، ۲۰۰۳ در کنکان مکزیک و ۲۰۰۵ در هنگ‌کنگ برگزار شد.

#### کنفرانس اول وزرا
کنفرانس افتتاحیه وزرا در سال ۱۹۹۵ در سنگاپور برگزار گردید.

#### کنفرانس دوم وزرا
این کنفرانس در سوئیس برگزار شد.

#### کنفرانس سوم وزرا
این کنفرانس در سیاتل واشینگتن برگزار شد و به شکست انجامید تظاهرات گسترده و تلاش پلیس وگارد ملی برای کنترل جمعیت معترض توجه جهانیان را به خود جلب نمود.

#### کنفرانس چهارم وزرا
این کنفرانس در دوحه برگزار شد.

#### کنفرانس پنجم وزرا
این کنفرانس در کنکون مکزیکو و با هدف توافق برسر گفتگوهای دور دوحه انجام گرفت. ائتلاف کشور جنوب جی.۲ (به رهبری هند، چین و برزیل) با تقاضای شمالی‌ها مبنی بر پذیرش به اصطلاح «مسایل سنگاپور» مخالفت کردند و خواستار پایان پرداخت یارانه کشاورزی در اتحادیه اروپایی و ایالات متحده شدند. مذاکرات بی هیچ نتیجه‌ای متوقف شد.

#### کنفرانس ششم وزرا
کنفرانس مذکور در هنگ کنگ و از ۱۳ دسامبر تا ۱۸ دسامبر سال ۲۰۰۵ برگزار گردید. اگر قرار بود مذاکرات دوحه پس از چهار سال پیشرفتی داشته باشد این کنفرانس بسیار جالبی بود این روند می‌شد به نتیجه‌گیری از دور جدید مذاکرات در سال ۲۰۰۶ منتهی شود. در این کنفرانس کشورها تصمیم گرفتند تا پایان سال ۲۰۱۳ هر گونه یارانه برای صادرات محصولات کشاورزی خود را قطع کنند و تا پایان سال ۲۰۰۶ نیز پرداخت یارانه برای صادرات پنبه را متوقف سازند. به‌علاوه بحث کشورهای در حال توسعه این بود که باید به کالاهای بدون تعرفه و آزاد از کشورهای دارای کمترین سطح توسعه هم دسترسی داشته باشند. همه کالاها به جز تسلیحات نظامی از سوی اتحادیه اروپایی تا سقف ۳ درصد از خطوط تعرفه‌ای معاف شدند. سایر مسایل مهم نیز به مذاکرات بیشتر و کامل شدن در پایان سال ۲۰۰۶ موکول شدند.

### شورای عمومی
شورای عمومی، عالی‌ترین رکن تصمیم‌گیری بعد از کنفرانس وزیران در سازمان تجارت جهانی است که دربارهٔ موضوعات روزمره و کارکردهای این سازمان نظر می‌دهد. مقر این شورا در ژنو قرار دارد و معمولاً هردو ماه یک بار تشکیل جلسه می‌دهد. شرکت‌کنندگان در جلسات شورای عمومی را نمایندگان همه اعضا (معمولاً سفرا یا معادل آنها) تشکیل می‌دهند. شورای عمومی مستقیماً به کنفرانس وزیران گزارش می‌دهد.

### رکن حل اختلاف
ممکن است یک دولت عضو سازمان مدعی شود که عضو دیگری معاهده یا تعهدی را برخلاف مصالح وی نقض نموده‌است. در چنین شرایطی، شورای عمومی به‌عنوان رکن حل اختلاف تشکیل جلسه می‌دهد.

### رکن بررسی خط مشی تجاری
شورای عمومی، همچنین می‌تواند به‌عنوان رکن بررسی خط مشی تجاری تشکیل جلسه دهد. این رکن ریاست، قوانین و رویه خاص خود را دارد و به تجدیدنظر در سیاست‌های تجاری اعضا برای آماده کردن آن در مکانیزم بازنگری در سیاست تجاری می‌پردازد. در ابتدای هرسال ریاست و دو معاونت این رکن از بین اعضا برای یک سال انتخاب می‌گردند.

### شوراها
شوراها برای اجرای وظایف سازمان تجارت جهانی و عموماً زیر نظر شورای عمومی تشکیل می‌شوند. این شوراها به‌صورت تخصصی وظیفه بررسی و تدوین موافقتنامه‌های عمومی را بر عهده دارند. این شوراها عبارت‌اند از:
1. شورای تجارت کالا: شورای تجارت کالا وظیفهٔ بررسی و نظارت بر موافقتنامه‌های چندجانبه مربوط به تجارت کالا را برعهده دارد. سیزده موافقتنامه در زمینهٔ تجارت کالا به امضای اعضای سازمان تجارت جهانی رسیده‌است که مهم‌ترین آنها، موافقتنامه عمومی تعرفه و تجارت و توافقات مربوط به آن می‌باشد. این شورا ۱۰ کمیته دارد که هرکدام در زمینه خاصی فعالیت می‌کند (مانند کشاورزی، دستیابی به بازار، یارانه‌ها، اقدامات ضد فروش زیر قیمت تمام شده و غیره).
2. شورای تجارت خدمات: بررسی و نظارت بر موافقتنامه عمومی تجارت خدمات برعهدهٔ شورای تجارت خدمات است. شرکت در این شورا برای تمام اعضای سازمان تجارت جهانی آزاد است. کمیته خدمات مالی، کمیته تعهدات مشخص و گروه‌های کاری آیین‌نامه‌های داخلی و قواعد موافقتنامه عمومی تجارت خدمات، جزو ارکان متمم حاضر در این شوراست.
3. شورای جنبه‌های مرتبط با تجارت حقوق مالکیت فکری: حقوق مالکیت معنوی، حقوقی است که افراد به‌واسطه خلق اندیشه‌ها و ایده‌ها از آن برخوردارند. این شورا وظیفهٔ بررسی و نظارت بر کارکردهای موافقتنامه‌های مربوط به مالکیت معنوی را برعهده دارد.
4. کمیته‌ها و سایر بدنه‌های متمم: سه کمیتهٔ اصلی در سازمان تجارت جهانی وجود دارد:

- کمیته تجارت و توسعه
- کمیته محدودیت‌های تراز پرداخت‌ها
- کمیته بودجه، مالی و تشکیلاتی

وظایف این کمیته‌ها بر مبنای موافقتنامه‌های تجاری چندجانبه و مصوبات شورای عمومی تعریف می‌شود. عضویت در این کمیته‌ها برای تمامی اعضای سازمان تجارت جهانی آزاد است.
همچنین کمیته‌های تجارت و محیط زیست و موافقتنامه‌های منطقه‌ای تجاری نیز زیر نظر شورای عمومی فعالیت می‌کنند.

## عضویت در سازمان تجارت جهانی

وضعیت عضویت در سازمان تجارت جهانی:
کشورهای دارای عضویت در سازمان تجارت جهانی
کشورهایی که بخش‌هایی از شرایط تطبیق در آن‌ها تأمین‌شده یا مشغول تکمیل گزارش برای عضویت کامل هستند
اعضایی که کالاها یا خدماتشان پذیرفته‌شده
کشورهایی که در مرحلهٔ بررسی نظامنامه و رژیم تجاری‌شان قرارگرفته‌اند
اعضای ناظری که هنوز مذاکرات را آغاز نکرده‌اند یا هنوز نظام‌نامه یا رژیم تجاری را ارسال نکرده‌اند
کشورهایی که «در ۳ سال گذشته» توقف مذاکرات با آن‌ها صورت گرفته و هیچ مذاکره‌ای در این مدت‌زمان انجام‌نشده‌است
مناطق بی‌میل (هیچ‌گونه ارتباط رسمی‌ای با سازمان تجارت جهانی توسط آن‌ها برقرار نشده‌است)

عضویت در سازمان تجارت جهانی مستلزم پذیرفتن اصول و معاهدات متعددی است که مورد قبول کشورهای عضو قرار گرفته‌است. این مراحل شامل تقاضای عضویت، پذیرش درخواست (الحاق به عنوان عضو ناظر)، تدوین گزارش سیاست‌های تجاری کشور، تشکیل گروه کاری الحاق و در نهایت مذاکرات دوجانبه و چندجانبه‌ای به‌منظور تعیین شرایط عضویت و حصول توافق برای الحاق می‌باشد. هم‌اکنون سازمان تجارت جهانی ۱۶۴ عضو دارد (نزدیک به تمامی ۱۲۳ کشوری که اجلاس اروگوئه شرکت کردند، امروز در این سازمان عضو دائم شده‌اند) بیست و هفت بخش از اتحادیه اروپا نیز به عنوان نمایندگان اتحادیه حضور دارند اعضا می‌بایست در طی مراوداتی با دیگر کشورهای عضو تعامل داشته باشند و لزوم عضویت در سازمان این امر را تأیید نمی‌کند که کشورها می‌توانند در منطقه اقلیمی خود خودکفا باشند یا به استقلال دیگر کشورها صدمه‌ای وارد بیاورند.
براساس گزارش رویترز در "ژوئیه ۲۰۱۲"، کشورهایی که عضو سازمان تجارت جهانی نیستند شامل ایران، عراق، لیبی، سوریه، بلاروس، الجزایر، بوسنی، صربستان، سودان، ازبکستان و قزاقستان می‌شود.

## عضویت ایران در سازمان تجارت جهانی
در حال حاضر اقتصاد دنیا به سازمان جهانی تجارت پیوسته‌است و این بدان معناست که ایران و چند کشور از نظر اقتصادی به بزرگترین سازمان تصمیم‌گیر در خصوص فرایندهای تجاری در جهان نپیوسته‌اند و حق تصمیم‌گیری و قدرت تصمیم‌سازی در ساختار اقتصادی جهانی را دارا نیستند. سازمان تجارت جهانی امروز یکی از پایه‌های جهانی شدن، به ویژه در حوزه اقتصاد به‌شمار می‌رود. بدین سان، کشورهای مختلف تلاش می‌کنند برای تسریع روند جهانی شدن و استفاده از منافع آن، این سازمان بین‌المللی را توسعه داده و جایگاهش را ارتقاء بخشند. از دیگر سو کشورهایی که عضو این سازمان نیستند نیز، تلاش می‌نمایند تا به عضویت آن درآمده و با استفاده از امتیازات عضویت در این نهاد بین‌المللی به توسعه اقتصادی و صنعتی دست یابند.
یکی از این کشورها جمهوری اسلامی ایران است که از سال۱۹۹۵از این سازمان درخواست عضویت ناظر کرده و به مدت ده سال پشت درهای آن به انتظار نشسته‌است. با اینکه کشور ایران در موافقتنامه‌های قبلی حوزه تجارت مانند سازمان جهانی تجارت و گات، حضور تقریباً خوبی داشته‌است اما اکنون در خصوص سازمان تجارت جهانی این مسئله تکرار نگشته و اکنون از متقاضیان الحاق به‌شمار می‌آید. اولین درخواست ایران برای پیوستن به سازمان تجارت جهانی در ۱۹ ژوئیه ۱۹۹۶ به این سازمان ارسال شد. ایران در ۲۶ مه ۲۰۰۵ به عنوان عضو ناظر سازمان تجارت جهانی پذیرفته شد. گروه کاری ایران برای پیوستن به این سازمان هنوز تشکیل نشده‌است. ایران در آبان ۱۳۸۸ متن گزارش رژیم تجاری خود را تقدیم دبیرخانه سازمان تجارت جهانی نمود.
بعد از آن، گزارش رژیم تجاری ایران در میان اعضای سازمان تجارت جهانی توزیع گردید و اعضای سازمان تجارت جهانی سئوالات خود را از ایران بیان می‌دارند که سری اول سئوالات که شامل ۷۰۰ سؤال می‌باشد به وزارت بازرگانی ایران د اسفند ۱۳۸۸ ارسال گشت.
اما در خصوص رئیس گروه کاری الحاق ایران به سازمان تجارت جهانی، با آنکه توافق بر سر رئیس گروه کاری الحاق ایران صورت گرفته‌است، ایالات متحده آمریکا از قرار گرفتن تعیین رئیس گروه کاری الحاق در دستور جلسه شورای عمومی سازمان تجارت جهانی جلوگیری می‌نماید.

### پیشینه تدوین گزارش رژیم تجاری ایران
اولین ویرایش یادداشت نظامنامه تجارت خارجی (گزارش رژیم تجاری ایران) در سال ۱۳۷۸ تهیه شده که طی سنوات بعد متناسب با تغییرات در قوانین و مقررات گزارش اولیه به‌طور مکرر مورد بازبینی و تکمیل قرار گرفته‌است. دو ماه پس از پذیرش درخواست الحاق ایران توسط شورای عمومی سازمان جهانی تجارت در پنجم خردادماه سال ۱۳۸۴، آخرین ویرایش گزارش رژیم تجاری جهت بررسی و ارائه نظرات دستگاه‌ها، انجام بررسی‌ها و اعمال تغییرات و تعدیلات لازم در سال ۸۵ به دولت ارائه شد.
بررسی درخواست عضویت ایران در سازمان جهانی تجارت ۹ سال به طول انجامید. به نحوی که تا پنج سال تقاضای عضویت ایران در شورای عمومی سازمان مطرح نشد و پس از طرح نیز تا چهار سال اجماع در این زمینه صورت نگرفت و در نهایت پس از ۹ سال درخواست ایران در پنج خرداد ۸۴ با اجماع کشورها مواجه و پذیرفته شد و ایران به عنوان عضو ناظر پذیرفته شد. تمام اینها در حالی است که میانگین زمان عضویت دیگر کشورهایی که سال ۱۹۹۵ به این سو، در سازمان عضو شده‌اند چیزی حدود هفت سال بوده‌است.

### مراحل الحاق ایران به سازمان تجارت جهانی
1. ارائه درخواست الحاق ایران به دبیرخانه سازمان تجارت جهانی[۲۳]
2. تصویب درخواست الحاق ایران در شورای عمومی و تشکیل گروه کاری الحاق ایران[۱۷]
3. ارائه نظامنامه رژیم تجاری ایران به سازمان تجارت جهانی.
4. بررسی و پرسش در مورد گزارش و نظامنامه از ایران و همچنین بررسی شرایط و ضوابط مورد نظر که طی اولین نشست بعدی انجام خواهد گرفت
5. در این مرحله که مهم‌ترین مرحله نیز محسوب می‌گردد، ایران با دیگر اعضا وارد مذاکرات چند جانبه می‌شود و به این ترتیب شرایط و ضوابطی که ایران ملزم به رعایت آن‌ها در صورت عضو شدن در سازمان است، مورد بررسی قرار می‌گیرد.[۲۴]
6. در مرحله ششم که بیشتر اوقات در حین مرحله پیشین انجام می‌گیرد، مذاکرات دو جانبه بین ایران و دیگر اعضا صورت می‌گیرد که باید منجر به توافقی محکم گردد. این توافقات شامل تعهدات و امتیازاتی است که بایست بین کشورها رعایت گردد.
7. نتایج مذاکرات ایران در دو مرحله آخر شامل سه سند جداگانه خواهد بود که باید در نهایت به تصویب نهایی اعضای کارگروه برسد.
  1. سند اول شامل خلاصه توافقات و شرایط پذیرش عضویت است.
  2. سند دوم شامل خلاصه مذاکرات بین ایران و دیگر کشورهاست.
  3. سند سوم شامل خلاصه مذاکرات دوجانبه بین ایران و کشورهای عضو دیگر است.
8. ودست آخر در مرحله ششم گزارش‌های نهایی به شورای عمومی سازمان ارائه و عضویت قطعی می‌گردد. قابل توجه‌است که تمامی اسناد مربوط به الحاق هر کشور به سازمان جهانی تجارت در تمامی مراحل مورد بررسی در کارگروه، محرمانه بوده و تنها پس از تصویب شورای عمومی این سازمان قابل انتشار است. پس از تصویب نهایی اسناد الحاقی ایران به سازمان تجارت جهانی در شورای عمومی یا کنفرانس وزیران این سازمان، سه ماه به ایران مهلت داده می‌شود تا مصوبه شورای عمومی سازمان تجارت جهانی را در مجلس به تصویب برساند. پس از گذشت مهلت ۳۰ روزه، دولت باید این تائیدیه را به اطلاع دبیرخانه این سازمان برساند. پس از گذشت این مراحل، ایران به عضویت کامل و دائم در سازمان تجارت جهانی در خواهد آمد.[۲۵]

### وضعیت کشورهای حومهٔ کشور ایران
بر اساس گزارش‌ها که در "مهر ۱۳۹۴" منتشر شد، مشخص شد پیوستن اقتصاد کشورهای افغانستان و پاکستان به WTO به‌زودی تحقق خواهد پذیرفت. کشور ترکیه نیز خود ازجملهٔ مؤسسان این سازمان جهانی بوده‌است، و کشورهای عراق و آذربایجان نیز در میانه راه هستند، در مورد ایران تا مهر ۱۳۹۴، این کشور تنها تا حد یک عضو ناظر باقی مانده‌است.

## عضویت افغانستان در سازمان تجارت جهانی
افغانستان که پیش از این به عنوان عضو ناظر در سازمان تجارت جهانی حضور داشت، روز پنجشنبه ۱۷ دسامبر ۲۰۱۵ در دهمین نشست وزیران عضو سازمان تجارت جهانی که از تاریخ ۱۵ تا ۱۸ دسامبر در شهر نایروبی، پایتخت کنیا برگزار شد، افغانستان به عضویت کامل این سازمان درآمد و رسماً به عنوان یکصد و شصت و چهارمین عضو کامل این سازمان شناخته شد سازمان تجارت جهانی به افغانستان ۵ سال وقت داده‌است تا تمام قوانین خود را مطابق با معیارهای این سازمان بسازد. افغانستان درخواست برای عضویت کامل در سازمان تجارت جهانی را یازده سال پیش از این مطرح کرده بود.
سفارت ایالات متحدهٔ آمریکا در کابل با نشر اعلامیه ای، این کار را «یک دستاورد بزرگ و تاریخی» برای افغانستان دانست.

بنا بر گزارشی در سال ۱۳۹۴، بازار یکصد و شصت و دو کشور جهان پس از این به روی افغانستان بازخواهد بود. از همسایه‌های افغانستان، تاجیکستان، پاکستان و چین نیز «عضویت دائمی» سازمان تجارت جهانی را دارا هستند. به گفته مقام‌های افغانستان، مشکلات ترانزیتی با برخی کشورها در نتیجه عضویت افغانستان در WTO حل خواهد شد. وزیر تجارت و صنایع افغانستان در این رابطه گفت:
 «هدف اصلی روی ایجاد سهولت‌هاست تا ما قوانین خود را به شکلی اصلاح و عیار بسازیم که مطابق شرایط WTO یا مطابق تجربه‌ها در کشورهای جهان است. این ما را کمک می‌کند زیراکسانی که بخواهند در افغانستان سرمایه‌گذاری کنند، بدون اینکه فکر کنند، می‌آیند و در افغانستان سرمایه‌گذاری می‌کنند زیرا قوانین ما در چهارچوب قوانین تجارت جهانی قرار دارد.»

## حل و فصل اختلافات در نظام سازمان تجارت جهانی
از اصول بنیادی سازمان تجارت جهانی، حل و فصل اختلافات از طریق مشاوره و تبادل نظر، به جای رسیدگی‌های ترافعی و قضایی است. موضوع اختلافات بین اعضای سازمان، معمولاً ناشی از تخلف از ترتیبات حل و فصل یا کاهش تعرفه‌ها است، که چون همهٔ کشورهای عضو از آن متضرر می‌شوند، بنابراین حل و فصل آن از طریق مشارکت همگانی را ایجاب می‌نماید. نظام حل و فصل اختلاف در سازمان، مشتمل بر چهار مرحله است:
در مرحلهٔ اول، در صورت بروز اختلاف بین اعضای سازمان، کشور مربوط درخواست مشورت می‌کند و سایر کشورهای عضو، باید ظرف ده روز وارد شور شوند و با حسن نیت، ظرف سی روز در خصوص موضوع اظهار نظر نمایند. اگر از مشورت جویی از اعضا نتیجه‌ای حاصل نشود یا عضو متخلف (کشور خاطی) جوابی ندهد یا در روند مشورت‌ها مشارکت نکند، در مرحلهٔ دوم، کشور متقاضی (شاکی)، می‌تواند درخواست کند که هیئت رسیدگی تشکیل شود. این درخواست، معمولاً پذیرفته می‌شود، مگر این که شورای عمومی به اتفاق آرا، آن را لازم نداند. هیئت‌های رسیدگی، سه عضو دارند که متخصّص در موضوع اختلاف (کالای مربوط) می‌باشند، اما هیچ‌یک از آن‌ها به صورت نمایندهٔ طرفین، عمل نمی‌کنند و استقلال عمل دارند. هیئت رسیدگی، پس از بررسی موضوع، به ویژه بررسی واقعیات گزارشی تهیه می‌کند و به رکن حل اختلاف تسلیم می‌نماید. در مرحلهٔ سوم، چنانچه گزارش هیئت مورد اعتراض باشد، می‌توان از آن استیناف خواست که به رکن استیناف ارجاع می‌شود. رکن استیناف، متشکل از هفت نفر است که در مسائل تجارت بین‌الملل، صاحب‌نظر می‌باشند و سه نفر از آن‌ها با قید قرعه انتخاب می‌شوند. رکن استیناف، بیشتر به جنبه‌های حقوقی موضوع می‌پردازد و باید ظرف ۹۰ روز، نظر خود را بدهد تا در رکن حل اختلاف مطرح شود. رعایت و اجرای تصمیم رکن استیناف، زمان‌بندی پیچیده‌ای دارد که رکن حل اختلاف بر آن نظارت می‌کند. هرگاه کشور خاطی، تصمیم مذکور را اجرا نکند، رکن حل اختلاف؛ یعنی شورای عمومی، می‌تواند ضمانت‌های اجراهایی را به صورت مجازات، علیه او وضع و اعمال کند که عبارت است از: محرومیت بعضی از ترتیبات داخل گات، تعلیق امتیازات تعرفه‌ای یا سایر تعهّدات عضو زیان دیده یا اجازهٔ اقدامات تلافی آمیز علیه کشور خاطی که این روند در واقع مرحلهٔ چهارم نظام حل و فصل اختلاف در گات به‌شمار می‌رود. البتّه تصمیم‌گیری در شورای عمومی، محتاج اتفاق آرا است که خود، در جهت تأمین چند جانبه ماندن گات می‌باشد.
ترتیبات فوق، خلاصهٔ نظام حلّ اختلاف در گات است. البتّه اگر طرفین اختلاف توافق نمایند، می‌توانند به سایر طرق حلّ اختلاف، مانند داوری نیز رجوع کنند.

## دیدگاه‌های سازمان‌های غیردولتی در مورد این سازمان
- صفحه کمکی؛ دیدگاه‌های مطرح شده در اجلاس نخست وزیران در هنگ کنگ
- شبکه سرمایه‌گذاری و تجارت آزاد استرالیا
- برو WTO: دست از سرمابردار!
- تمرکز بر رقابت جهانی تجارت جنوب
- طرفداران رقابت تجارت بین‌المللی
- Gatt.org - تصویر نادرست از صفحه رسمی سازمان تجارت جهانی توسط، بله قربان گوها
- تبادلات بین‌المللی
- گزارش در مورد آینده سازمان تجارت جهانی
- بررسی جهانی سازی
- بررسی روند جهانی‌سازی (استرالیا)
- IATP بررسی تجارت در
- International مرکز جهانی تجارت و پیشرفت‌های پایدار
- مؤسسه بین‌المللی اطلاعات تجارت خدمات
- NAMA-Watch - اطلاعات مربوط به دسترس به بازارهای غیر کشاورزی
- دنیای ما به شبکه فروش تعلق ندارد
- Make Trade Fair - Oxfam International
- ناظر شهروند عادی تجارت جهانی
- WTO هدف:
- TradeObservatory.org
- شبکه جهان سوم
- WTO مؤسسه فراملیتی: ماورای
- جنبش توسعه – رقابت تجاری
- WTOaction.org